# Museo de la Naturaleza y el Hombre

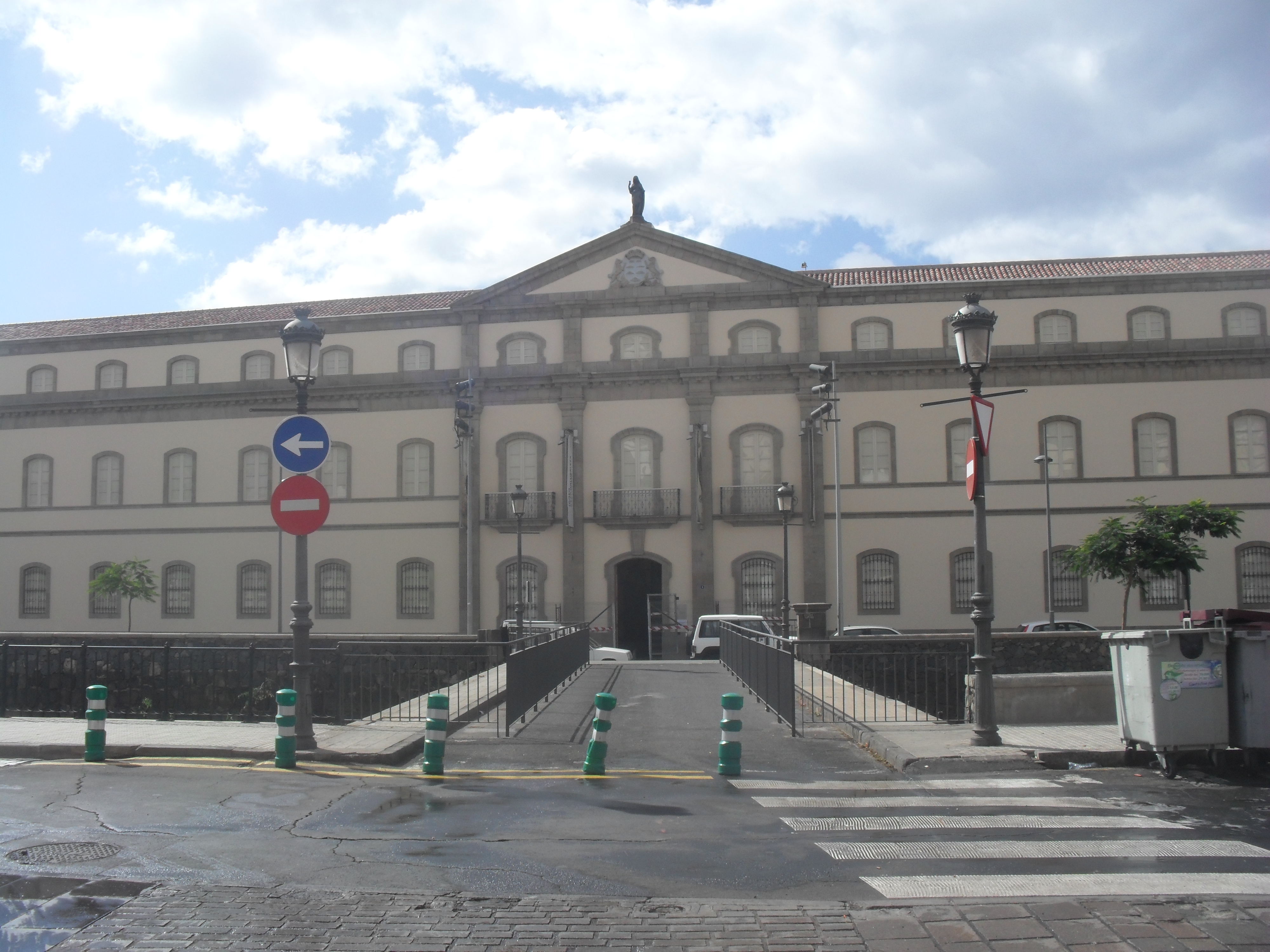
Museo de la Naturaleza y el Hombre, Santa Cruz de Tenerife

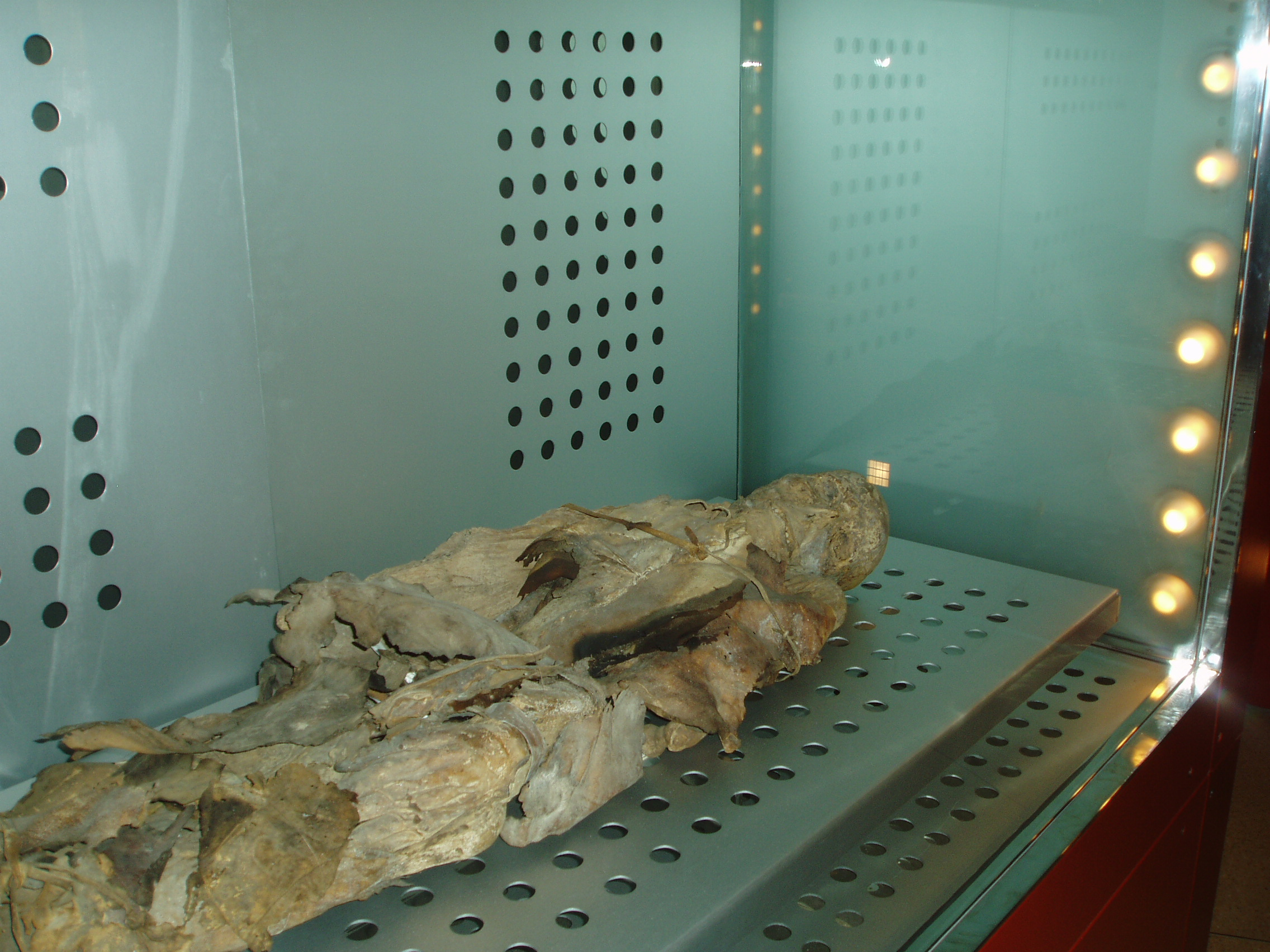
En guanchemumie, Museo de la Naturaleza y el Hombre

Museo de la Naturaleza y el Hombre är ett museum beläget i staden Santa Cruz de Tenerife (Kanarieöarna, Spanien). Det är världsberömt för sina enorma samling av Guanchemumierna och föremål av aboriginska Guancher. 
Byggnaden är ett av de bästa exemplen på nyklassicism på Kanarieöarna och förklarades av kulturellt intresse i kategorin monumentet år 1983. Bortsett från mumier, har många andra föremål från andra kulturer: Forntida Egypten, aztekerna och afrikansk etnografi bland andra. Museet anses vara den viktigaste museum komplex i Makaronesien.
Museet har också en stor samling av fossiler av förhistoriska djur som bebodde Kanarieöarna, som jätteödlan (Gallotia goliath), jätte råtta (Canariomys bravoi) och jättesköldpadda (Geochelone burchardi). Det finns även andra fossil av utdöda djur som levde på andra håll som trilobite fossil och tänder av Megalodon, etc.

## Foton

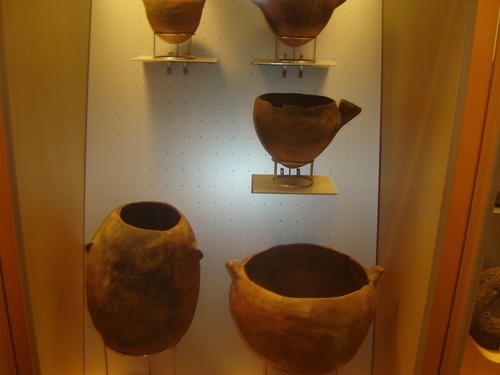
Aboriginal keramik
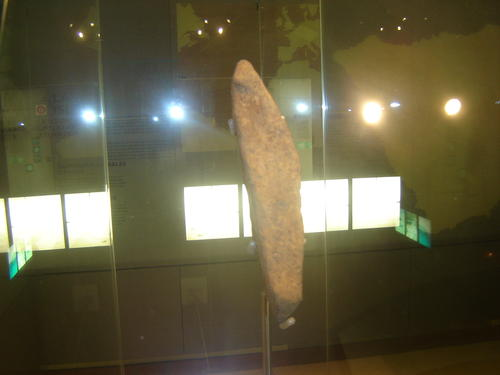
Piedra Zanata
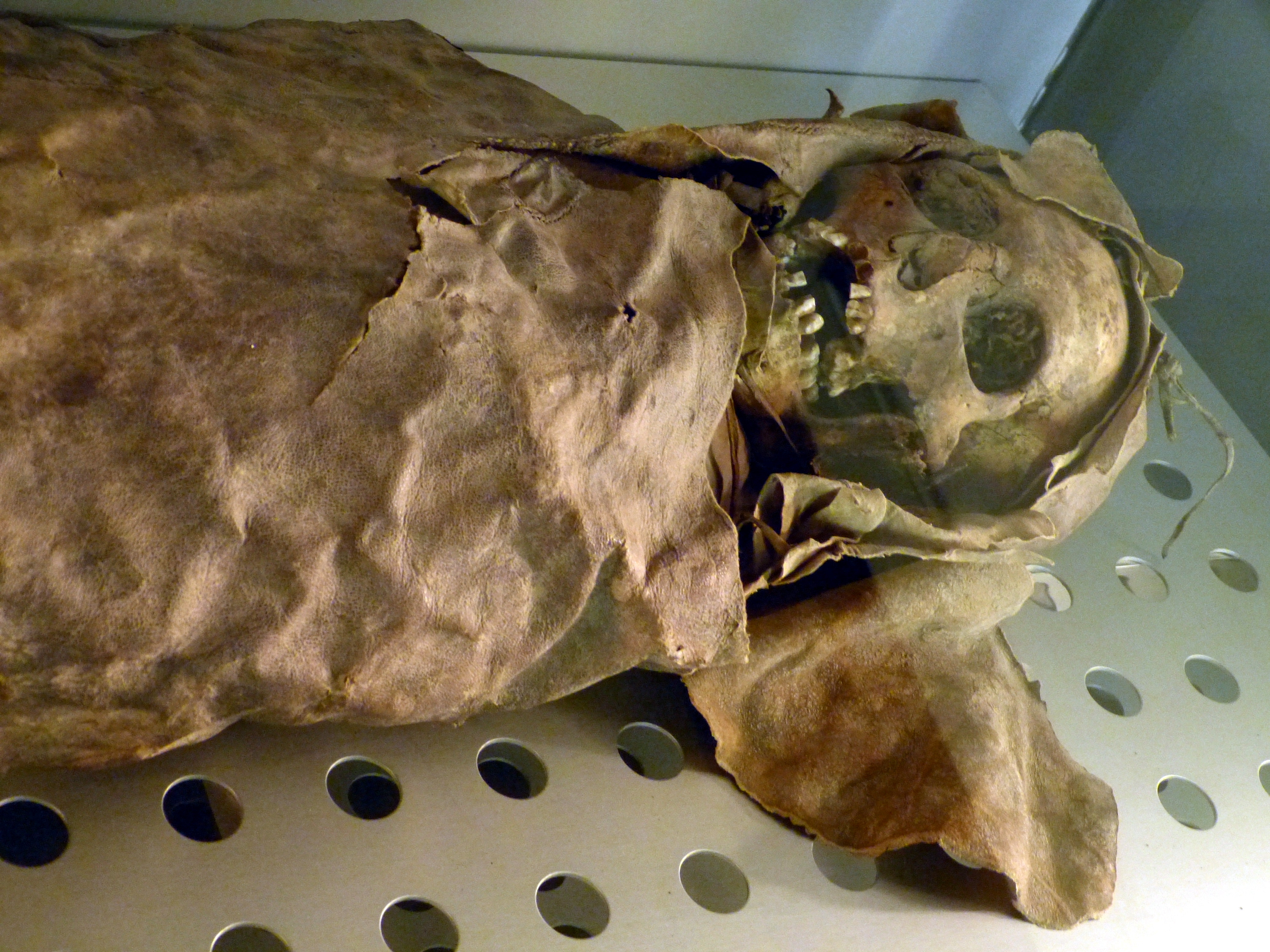
Guanchemumie